# Гатикоев, Давид Левович
Давид Левович Гатикоев (род. 14 сентября 1993, Москва, Россия) — российский футболист, нападающий.

## Карьера
Воспитанник московских клубов ЦСКА и «Смена». В 2011—2014 годах защищал цвета клуба «Алания-Д». Летом 2014 года подписал контракт с «Аланией». В июле 2015 года пополнил ряды «СКА-Энергии». В 2016 году вернулся во Владикавказ. Летом 2017 года перешёл в пензенский «Зенит». 15 февраля 2018 года подписал контракт с клубом белорусской Высшей лиги «Минск». В элитном дивизионе дебютировал 30 марта в матче против «Луча» (0:0). Летом того же года вновь вернулся во Владикавказ. Завершил карьеру в 2020 году в «Алашкерте», в составе которого стал бронзовым призёром чемпионата Армении.

## Достижения
- Бронзовый призёр чемпионата Армении: 2019/20